# Старі Тіньгеші
Ста́рі Тіньге́ші (рос. Старые Тиньгеши, чув. Кивĕ Тинкеш) — присілок у Чувашії Російської Федерації, центр Старотіньгеського сільського поселення Ядринського району.
Населення — 133 особи (2010; 134 в 2002, 155 в 1979, 225 в 1939, 219 в 1926, 201 в 1906, 110 в 1858, 153 в 1795).

## Історія
Історичні назви — Старе Теньгешево, Теньгешева. До 1724 року селяни мали статус ясачних, до 1866 року — державних, займались землеробством, тваринництвом, виробництвом взуття. На початку 20 століття діяло 2 вітряки. 1930 року утворено колгосп «Нова путь». До 1927 року присілок входив до складу Шуматовської сотні Юмачевської волості та Шуматовської волості спочатку Курмиського, а пізніше Ядринського повітів. З переходом на райони 1927 року — спочатку у складі Ядринського, у період 1939–1956 років — у складі Совєтського, після чого повернуто назад до складу Ядринського району.

## Господарство
У присілку працюють школа, фельдшерсько-акушерський пункт, клуб, бібліотека, музей, стадіон, пошта та відділення банку, магазини та їдальня.